# Bệnh viện Al-Shifa

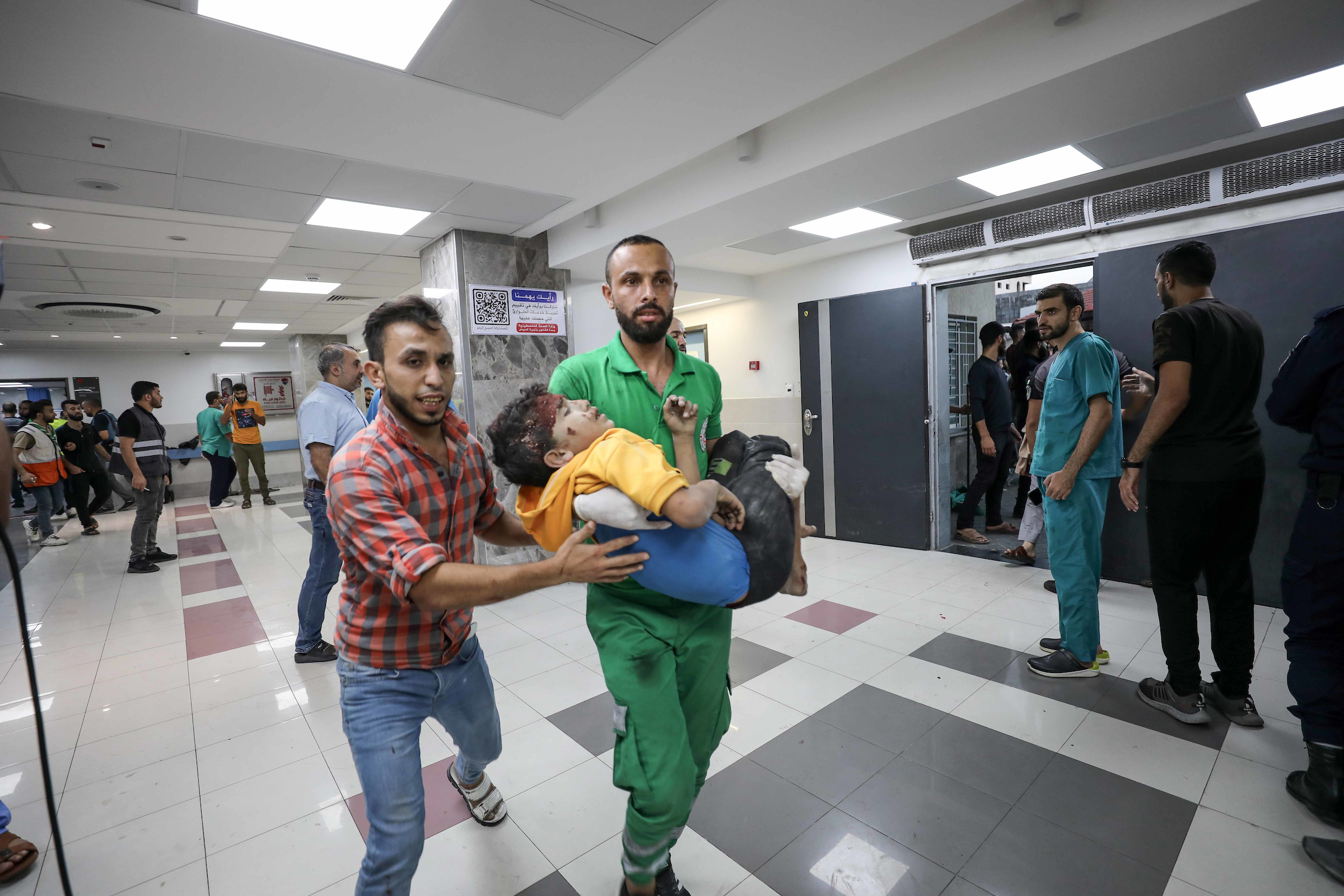
Trẻ em phải nhập viện trong cuộc không kích năm 2023

Bệnh viện Al-Shifa (tiếng Ả rập: مستشفى الشفاء/Mustašfā š-Šifāʾ) là khu phức hợp y tế và bệnh viện trung tâm lớn nhất ở dải Gaza, tọa lạc ở khu vực phía bắc Rimal ở thành phố Gaza. Nơi đây ban đầu là một doanh trại của Quân đội Anh, địa điểm này được chính phủ Palestine chuyển đổi thành cơ sở chăm sóc sức khỏe có tên gọi là Dar al-Shifa vào năm 1946. Bệnh viện được mở rộng trong thời kỳ Ai Cập chiếm đóng và sau đó là sự chiếm đóng của Israel vào những năm 1980. Trong thế kỷ 21, bệnh viện này là tâm điểm trong cuộc xung đột Gaza-Israel. Trong Chiến tranh Israel-Hamas năm 2023, ban quản lý bệnh viện tại al-Shifa cho biết bệnh viện tràn ngập những người bị thương và sắp chết, hoạt động quá tải với sức chứa 700 giường và đang thiếu nhiên liệu, giường bệnh và vật tư y tế. Bệnh viện cũng là nơi ở của hàng ngàn người Palestine phải di dời đang tìm nơi trú ẩn khỏi các cuộc không kích trong chiến tranh.
Vào ngày 3 tháng 11 năm 2023, giữa lúc cao trào của cuộc xâm lược Dải Gaza năm 2023 của Israel, một cuộc không kích của Israel đã đánh trúng một đoàn xe cứu thương, khiến hàng chục người bị thương và một số người thiệt mạng. Theo phía Israel, thì xe cứu thương này đang được Hamas sử dụng để vận chuyển máy bay chiến đấu và vũ khí của Hamas nhưng phía Hamas phủ nhận cáo buộc này. Theo các quan chức Gaza, xe cứu thương đang vận chuyển những bệnh nhân bị thương nặng từ bệnh viện đến đường giao cắt Rafah với Ai Cập. Hiệp hội Trăng lưỡi liềm đỏ Palestine cho biết cuộc tấn công đã giết chết 15 người. Tổng thư ký Liên Hiệp quốc (UN) là Antonio Guterres cho biết ông "kinh hoàng trước vụ tấn công được báo cáo ở Gaza nhằm vào đoàn xe cứu thương bên ngoài bệnh viện Al-Shifa" trong khi người đứng đầu Tổ chức Y tế Thế giới là Tedros Adhanom Ghebreyesus cho biết ông "hoàn toàn bị sốc".
Vào ngày 7 tháng 11 năm 2023, tổ chức Human Rights Watch xác định nước đôi rằng cuộc tấn công này "rõ ràng là bất hợp pháp và cần được điều tra như một tội ác chiến tranh có thể xảy ra", lưu ý rằng xe cứu thương và các phương tiện vận chuyển y tế khác phải được phép hoạt động và được bảo vệ trong mọi trường hợp" nhưng dù phải tuyên bố như vậy nhưng tổ chức này cũng không quên nhấn mạnh thêm rằng việc sử dụng xe cứu thương cho mục đích quân sự cũng sẽ trái với quy tắc chiến tranh, nhưng Human Rights Watch lại không tìm thấy bằng chứng nào về điều họ vừa tuyên bố. Tờ báo The Washington Post cũng tuyên bố không có vũ khí hoặc cá nhân mặc trang phục quân sự nào được nhìn thấy trong các video mà họ đã xem xét và tổ chức Human Rights Watch sau đó cũng cho biết họ "không tìm thấy bằng chứng cho thấy xe cứu thương đang được sử dụng cho mục đích quân sự".

## Cáo buộc từ phương Tây

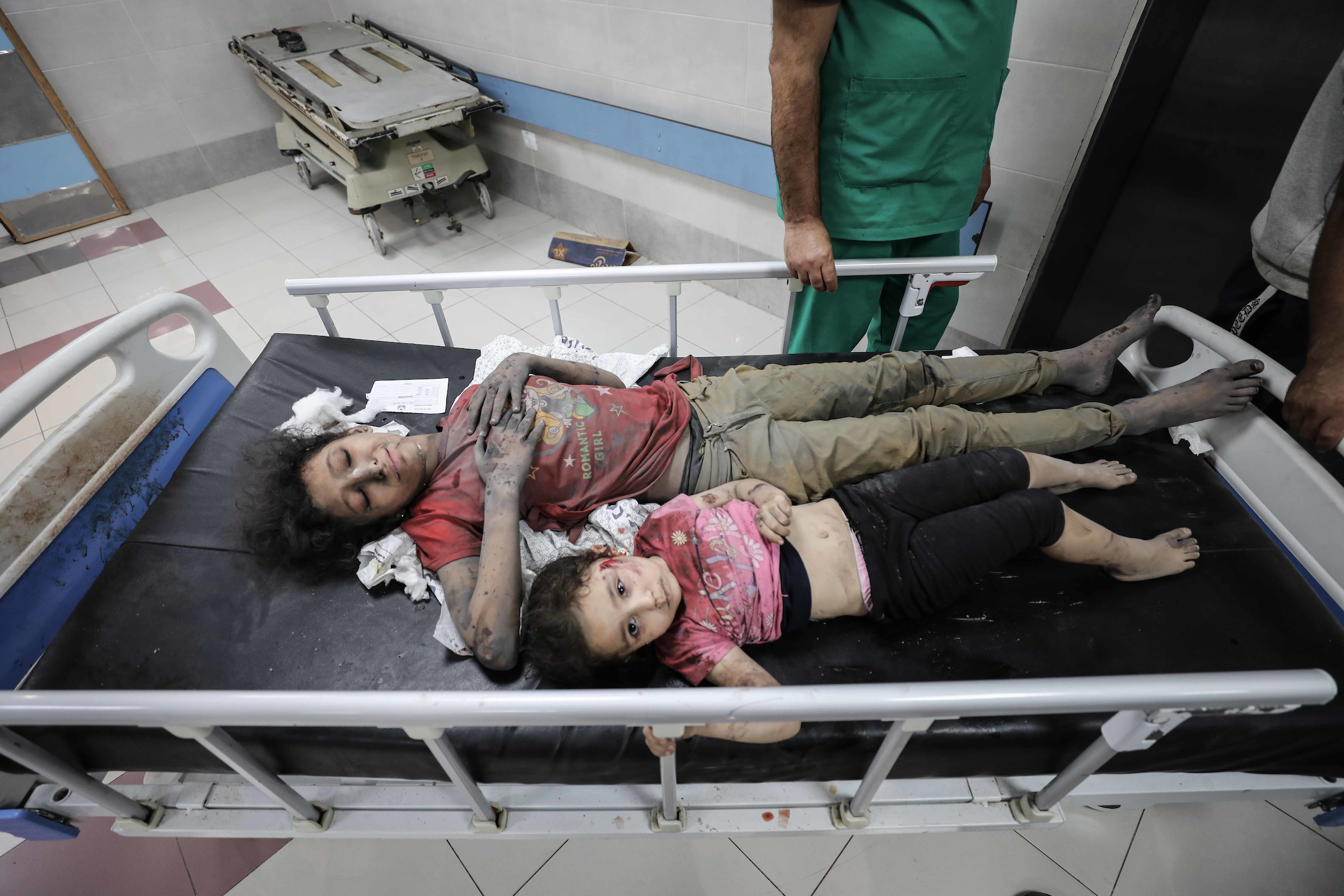
Trẻ em nhập viện trong cuộc không kích vào Gaza tháng 10 năm 2023

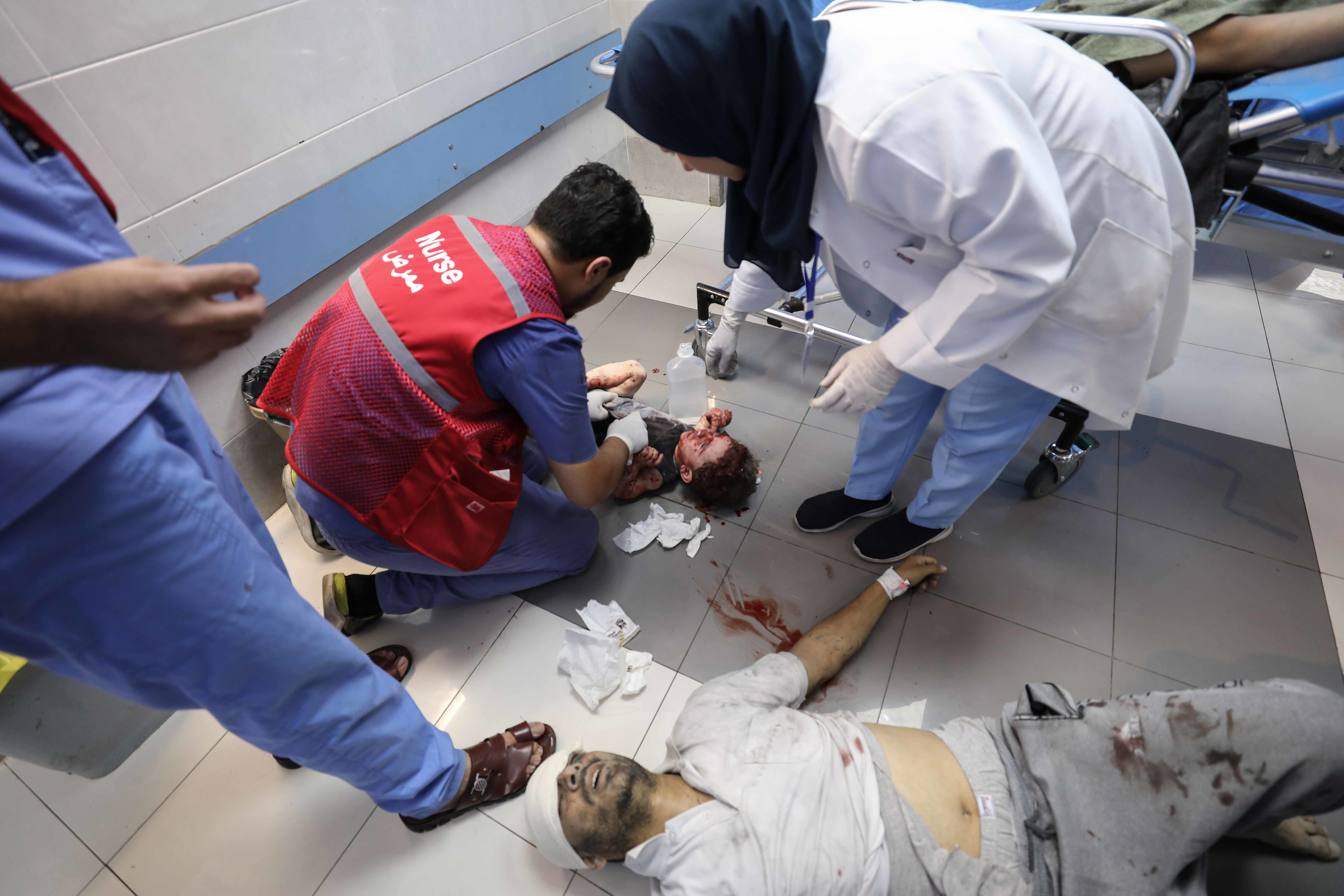
Nhân viên y tế của bệnh viện đang sơ cứu cho trẻ em bị oanh kích

Trong Chiến tranh Gaza (2008–2009), phần lớn thông tin trên các phương tiện truyền thông đến từ các phóng viên đưa tin từ bệnh viện. Trong Chiến tranh Gaza năm 2014, Tổ chức Ân xá Quốc tế đã báo cáo rằng Hamas đang sử dụng những khu vực bị bỏ hoang trong khuôn viên bệnh viện để giam giữ và tra tấn những người được cho là cộng tác viên người Palestine. nhưng Các bác sĩ Na Uy Erik Fosse và Mads Gilbert, những người đang làm việc tại bệnh viện, tuyên bố rằng họ không thấy bất kỳ bằng chứng nào về hoạt động quân sự tại bệnh viện trong chiến tranh.
Truyền thông phương Tây cho rằng Hamas đã đưa một số con tin đến bệnh viện sau cuộc tấn công vào Israel vào tháng 10 năm 2023 dẫn đến bệnh viện đã bị đột kích vào ngày 15 tháng 11 năm 2023 dưới sự chiếm đóng của lực lượng Israel, lực lượng này báo cáo đã tìm thấy một số vũ khí hạng nhẹ trong bệnh viện. Cuộc đột kích đã bị các chính phủ, các cơ quan của Liên hợp quốc và các tổ chức viện trợ nhân đạo chỉ trích khá gay gắt trong đó, người đứng đầu Tổ chức Y tế Thế giới (WHO) gọi đó là hành động "hoàn toàn không thể chấp nhận được". Israel đã bị một số cơ quan báo chí cáo buộc tiến hành một cuộc chiến tuyên truyền liên quan đến bệnh viện Al-Shifa, và các nhân viên y tế tại al-Shifa đã cáo buộc Israel trực tiếp gây ra cái chết của những thường dân đang được điều trị tại al-Shifa, bao gồm cả những đứa trẻ sinh non. Sau đó một cái hầm được tìm thấy ở ngoài rìa bệnh viện, và nhiều chuyên gia phương Tây nhanh chóng xác nhận rằng nó giống với các đường hầm của những chiến binh khác.
Nhưng nhiều nguồn tin cho biết các boongke này được chính tay Israel xây dựng vào những năm 1980 trong quá trình xây dựng bệnh viện trong khi một số nguồn tin cho biết công trình này còn bao gồm cả các đường hầm này. Bệnh viện này đã trải qua một đợt cải tạo và mở rộng lớn của Israel. Dự án được thiết kế các kiến trúc sư người Israel là Gershon Tzapor và Benjamin Edelson thiết kế tại văn phòng của họ ở Tel Aviv, cả hai đều có nhiều kinh nghiệm trong việc xây dựng các bệnh viện tiêu chuẩn cao. Một cuộc điều tra của France24 kết luận rằng những hình ảnh do IDF công bố có đặc điểm trùng khớp với các đường hầm do Hamas xây dựng. Họ cũng lưu ý rằng các đường hầm được tìm thấy dưới tòa nhà Qatari, được xây dựng sau khi Israel rút khỏi Gaza.
Trong Chiến tranh Israel–Hamas năm 2023, Israel và Hoa Kỳ tuyên bố rằng một khu phức hợp rộng lớn tồn tại bên dưới bệnh viện đang được do Hamas sử dụng làm "căn cứ hoạt động chính", điều mà Hamas và ban quản lý bệnh viện phủ nhận cáo buộc từ Mỹ. Sau khi Israel công bố bằng chứng video vào ngày 22 tháng 11 năm 2023, nhiều hãng thông tấn kết luận rằng bằng chứng không đủ chứng minh việc Hamas sử dụng trung tâm chỉ huy. Tờ New York Times cũng cho biết bằng chứng không cho thấy bằng chứng thuyết phục về một mạng lưới đường hầm rộng lớn, trong khi Haaretz vẫn kết luận rằng Hamas đã sử dụng bệnh viện cho mục đích quân sự. Tổ chức Ân xá Quốc tế cho biết vào ngày 23 tháng 11 năm 2023 rằng "Tổ chức Ân xá Quốc tế cho đến nay chưa thấy bất kỳ bằng chứng đáng tin cậy nào chứng minh cho tuyên bố của Israel rằng al-Shifa đang đặt một trung tâm chỉ huy quân sự" và rằng "Quân đội Israel cho đến nay vẫn chưa cung cấp được bằng chứng đáng tin cậy" cho cáo buộc này. Vào ngày 2 tháng 1 năm 2024, tình báo Hoa Kỳ xác nhận đánh giá của mình rằng Hamas đã sử dụng Bệnh viện Al-Shifa làm trung tâm chỉ huy và bắt giữ các con tin Israel, đề cập trong một đánh giá rằng Hamas "đã sử dụng khu phức hợp bệnh viện al-Shifa và các địa điểm bên dưới nó để chỉ huy cơ sở hạ tầng, thực hiện các hoạt động chỉ huy và kiểm soát nhất định, cất giữ một số vũ khí và giữ ít nhất một vài con tin"
Trước cuộc đột kích của quân đội Israel vào bệnh viện ngày 15 tháng 11 năm 2023, chính phủ Israel đã ra tối hậu thư kêu gọi sơ tán hoàn toàn khỏi tòa nhà này. Cuộc sơ tán này, được Tổ chức Y tế Thế giới (WHO) coi là "bản án tử hình" và đã bị các nhân viên y tế từ chối vì không muốn bỏ lại bệnh nhân để thoát thân. Theo các nhân viên y tế, vào ngày xảy ra cuộc đột kích, bệnh viện có 22 bệnh nhân được chăm sóc đặc biệt, 36 trẻ sinh non và hơn 2.000 người phải sơ tán. IDF nói rằng vũ khí, đạn dược và một trung tâm chỉ huy tác chiến đã được phát hiện trong tòa nhà, bao gồm một số súng trường tấn công và lựu đạn được tìm thấy trong phòng MRI của bệnh viện này, một cáo buộc một phía này đã bị Hamas bác bỏ. BBC News và CNN đã tiến hành phân tích video và kết luận rằng quân đội Israel dường như đã xếp đặt lại hoặc bỏ thêm vũ khí vào bệnh viện để phục vụ cho chuyến tham quan của giới truyền thông. BBC News cũng đưa tin họ đã tìm thấy một đoạn video của Israel với những khám phá được cho là đã được chỉnh sửa mặc dù Người phát ngôn của IDF tuyên bố rằng đoạn phim đó chưa được chỉnh sửa và chỉ được quay một lần.